# Czerwieńsk
Czerwieńsk là một thị trấn thuộc huyện Zielonogórski, tỉnh Lubuskie ở tây Ba Lan. Thị trấn có diện tích 9 km². Đến ngày 1 tháng 1 năm 2011, dân số của thị trấn là 4089 người và mật độ 437 người/km².